# Dany-Robert Dufour
Dany-Robert Dufour es un filósofo francés contemporáneo, doctor en Ciencias de la Educación y en Letras y Ciencias Humanas, profesor en Ciencias de la Educación en la Universidad de París VIII, director del programa del Colegio Internacional de Filosofía.

## Trayectoria
Enseña regularmente en el extranjero, en particular en Brasil (hay textos suyos en portugués) y México. También ha dictado conferencias en la Universidad Nacional de Colombia y una de sus conferencias más recientes en mayo del 2011 se realizó en México, en la Universidad Autónoma de Querétaro (UAQ). Su trabajo está orientado a analizar los problemas postmodernos del Sujeto (filosofía).
Su trabajo principalmente aborda procesos simbólicos y se sitúa en la conjunción de filosofía política y del psicoanálisis.
En su primer libro (Le Bégaiement des maîtres), retoma la enseñanza de los maestros estructuralistes (Lévi-Strauss, Barthes, Benveniste, Lacan), para mostrar que sus propuestas (que vienen a dar cuenta, mediante estructuras binarias, del relato, del enunciado o del inconsciente), se basan de hecho en axiomas no-binarios, sino «unitarios». 
En el segundo (Les Mystères de la trinité), trabaja sobre otra lógica no binaria, sino "ternaria" que prevalece en el sistemas narrativos y simbólicos que erigen a un tercero (un Otro) que es indispensable para la formación del sujeto y el lazo social. 
En libros ulteriores, Dany-Robert Dufour da espacio amplio al concepto de néoténie, que muchos pensadores (Platón, Kant, Freud, Lacan) han presentido bajo nombres diversos. Todos ellos remiten al problema del inacabamiento del hombre en el momento de nacer, lo cual le obliga a suplir esa carencia mediante la cultura. 
En los últimos libros, Dany-Robert Dufour se interroga sobre la mutación posmoderna (lo que Jean-François Lyotard llama «el final de los grandes relatos»), que deja al sujeto contemporáneo sin relatos fundadores, básicos, provocando la autorreferencia del sujeto que surge con el nacimiento del mundo contemporáneo. Ello lo pone en conexión con temas de Michel Foucault y considera la situación económica, y su grave crisis de 2008, como elementos que pueden desarrollarse desde ese ángulo: Le Divin Marché, la révolution culturelle libérale, La Cité perverse -libéralisme et pornographie (octubre de 2009).

## Obras

### Ensayos
- Le Bégaiement des maîtres : Lacan, Émile Benveniste, Lévi-Strauss, reed. Arcanes, 1988.
- Les mystères de la trinité, Gallimard, 1990.
- Folie et démocratie, Gallimard, 1996.
- Lacan et le miroir sophianique de Boehme, EPEL, 1998.
- Lettres sur la nature humaine à l'usage des survivants, Calmann-Lévy, 1999.
- L'Art de réduire les têtes : sur la nouvelle servitude de l'homme libéré à l'ère du capitalisme total, Denoël, 2003
- On achève bien les hommes : de quelques conséquences actuelles et futures de la mort de Dieu, Denoël, 2005.
- Le Divin marché, Denoël, 2007.
- La Cité perverse, Denoël, 2009.
- «La fin du grand récit libéral», en Regards sur la crise. Réflexions pour comprendre la crise… et en sortir, obra colectiva, dir. Antoine Mercier, con Alain Badiou, Miguel Benasayag, Rémi Brague, Alain Finkielkraut, Élisabeth de Fontenay, París, Hermann, 2010.
- L'individu qui vient ...après le libéralisme, Denoël, 2011.
- Il était une fois le dernier homme, Denoël, 2012.

### Novela
- Les Instants décomposés, Julliard, 1993.

### Artículos en la red
- Titres des articles ici y en Monde diplomatique.
- «Les désarrois de l’individu-sujet», 2001.
- «Malaise dans l’éducation - La fabrique de l’enfant« post-moderne » », 2003.
- «De la réduction des têtes au changement des corps», 2005..
- « Éducation, religions, raison et marché» sur cndp.fr (enlace roto disponible en Internet Archive; véase el historial, la primera versión y la última).,
- «Portrait du grand Sujet » en Raisons politiques (Presses de Sc. Po.),
- « L’enfant face aux médias », 2005, Collection Temps d'arrêt - yapaka.be, Ministère de la Communauté française de Belgique.
- « Mutation du psychisme en vue », de Le Monde, 13-11-2008.

### Multimedias
- Interview de Dany-Robert Dufour, par Joseph Rouzel, directeur de l'Institut européen de psychanalyse et travail social
- Interview de Dany-Robert Dufour (enlace roto disponible en Internet Archive; véase el historial, la primera versión y la última). par Laurence Luret dans l'émission Parenthèse (France-Inter), 10-11-2007
- Mécroissance et libido, Conferencia en el Théâtre de La Colline, 12-4-2008.
- Sur la crise (enlace roto disponible en Internet Archive; véase el historial, la primera versión y la última). et Bonus (enlace roto disponible en Internet Archive; véase el historial, la primera versión y la última).. Entrevistas de Dany-Robert Dufour, 30-12-2008, en D'autres regards sur la crise France-Culture
- Interview de Dany-Robert Dufour par Philippe Petit surLa Cité perverse dans "La Fabrique de l'Humain" (France Culture), 6 de octubre de 2009

- Datos: Q3015768